# Marquesat de la Torre del Fangar
El Marquesat de la Torre del Fangar, dit normalment Marquesat de la Torre, és un títol nobiliari concedit a Nicolau Trullols i Dameto en diverses ocasions durant la Guerra de Successió Espanyola però no confirmat fins al 12 de març de 1728 per Felip V. D'entrada, el títol li fou concedit per Carles II gràcies a la intercessió del seu germà Francesc Trullols i Font de Roqueta, funcionari de confiança a la cort reial, però amb la mort del rei el 1700 restà pendent la signatura. Tot i ser un ferm austriacista, aconseguí la confirmació per part de Felip V el 1703, però amb la coronació de l'Arxiduc Carles hi renuncià, i l'Arxiduc li'l restituí el 1707. Al seu torn, amb el triomf últim de Felip V el 1715 el títol fou derogat, i no li fou restituït fins que, després de la Pau de Viena, es decretà una amnistia per tots els austriacistes.
El títol fa referència a la possessió de la Torre del Fangar, una propietat que era de la família Trullols del segle xiv ençà. El títol nobiliari donà nom a la casa dels marquesos de la Torre, Cal Marquès de la Torre, un casal construït a partir de 1696 a instàncies de Francesc Trullols i Font de Roqueta i acabat anys més tard pel mateix Nicolau Trullols, primer marquès de la Torre.
A la mort del comte de Montenegro Llorenç Despuig i Sastre el 1972, aquest títol i el de comte de Montoro s'incorporaren al de marquès de la Torre, per tal com l'hereu fou el VII marquès de la Torre Jordi Truyols i Descatlar.

## Marquesos de la Torre
Aquesta és la llista dels marquesos de la Torre.
|      | Titular                          | Parentiu            | Període         |
| ---- | -------------------------------- | ------------------- | --------------- |
| I    | Nicolau Trullols i Dameto        | -                   | 1707-1729       |
| II   | Ferran Trullols i Gual           | Fill de l'anterior  | 1729-1778       |
| III  | Francesc Trullols i Fortuny      | Fill de l'anterior  | 1778-1820       |
| IV   | Ferran Trullols i de Villalonga  | Fill de l'anterior  | 1820-1857       |
| V    | Francesc Trullols i de Sales     | Fill de l'anterior  | 1857-1890       |
| VI   | Ferran Truyols i Despuig         | Fill de l'anterior  | 1890-1923       |
| VII  | Francesc Truyols i de Villalonga | Fill de l'anterior  | 1923-1963       |
| VIII | Jordi Truyols i Dezcallar        | Fill de l'anterior  | 1963-1982       |
| IX   | Francesc Truyols i Dezcallar     | Germà de l'anterior | 1982-1990       |
| X    | Francesc Truyols i Salinas       | Fill de l'anterior  | 1990-1995       |
| XI   | Francesc Truyols i Nadal         | Fill de l'anterior  | 1995-Actualment |